# Maison du manufacturier Gilardoni
La maison du manufacturier Gilardoni est une maison d'habitation située au no 9 boulevard de Stalingrad à Thiais, dans le Val-de-Marne, en France.

## Historique
Construite en 1896, cette maison est l'œuvre de l'architecte Léon Bonnenfant. Xavier Gilardoni, le commanditaire, est  propriétaire de la tuilerie de Choisy-le-Roi. Elle est notable pour l'utilisation de briques et de céramiques polychromes et revêt son caractère historique en étant « l'un des derniers témoignages réellement significatifs de l'industrie tuilière et faïencière de Choisy-le-Roi, aujourd'hui disparue ».

## Protection
La maison du manufacturier Gilardoni est inscrite aux monuments historiques en deux parties, depuis le 7 juin 2004 et depuis le 27 juin 2007. Plus précisément, les éléments protégés sont la cuisine, la salle de billard, le salon, la bibliothèque, le vestibule, l'escalier, la cage d'escalier, l'élévation, les communs, la sellerie, le garage, la buanderie et l'écurie.

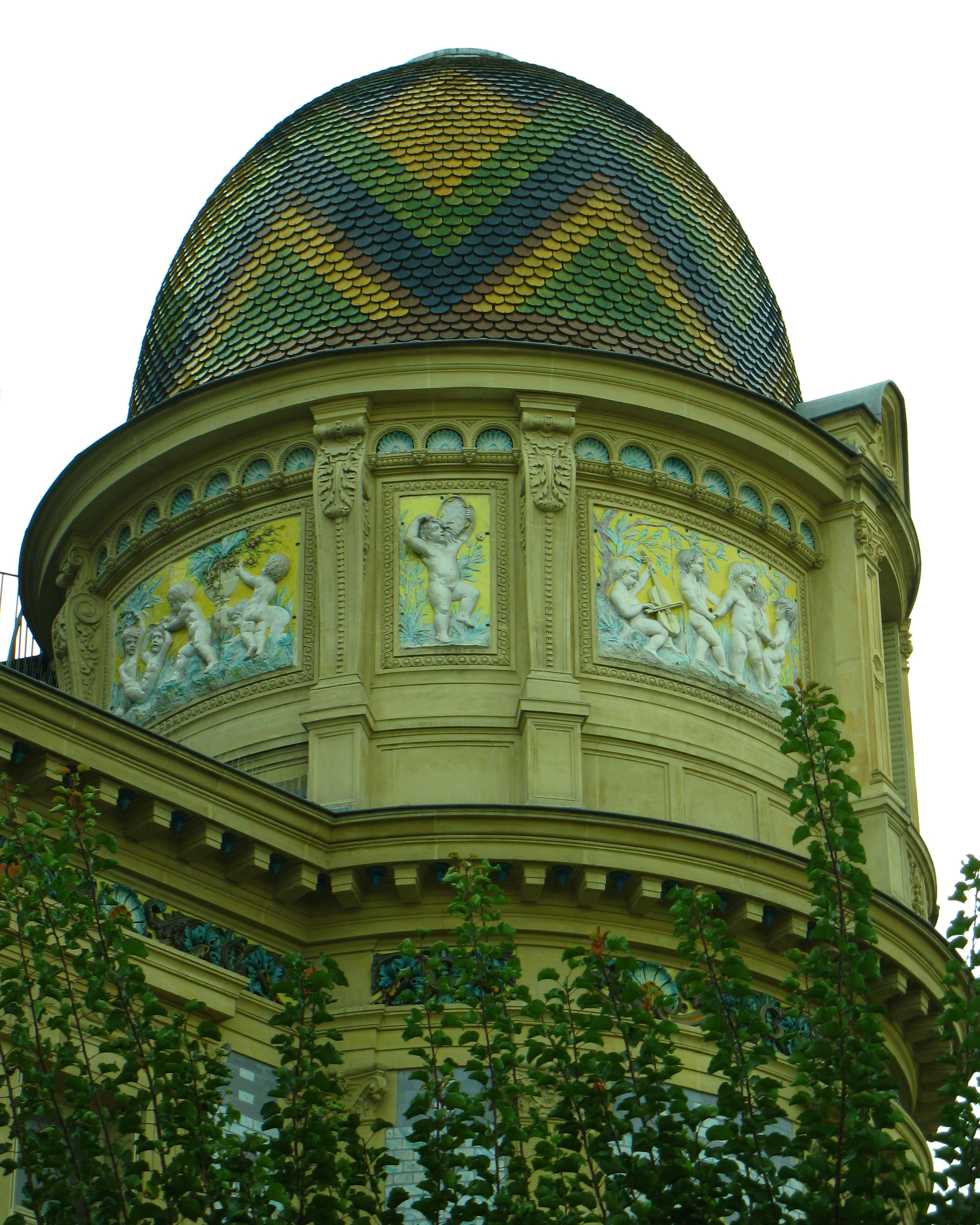
Tourelle de la maison Gilardoni.